# Матия

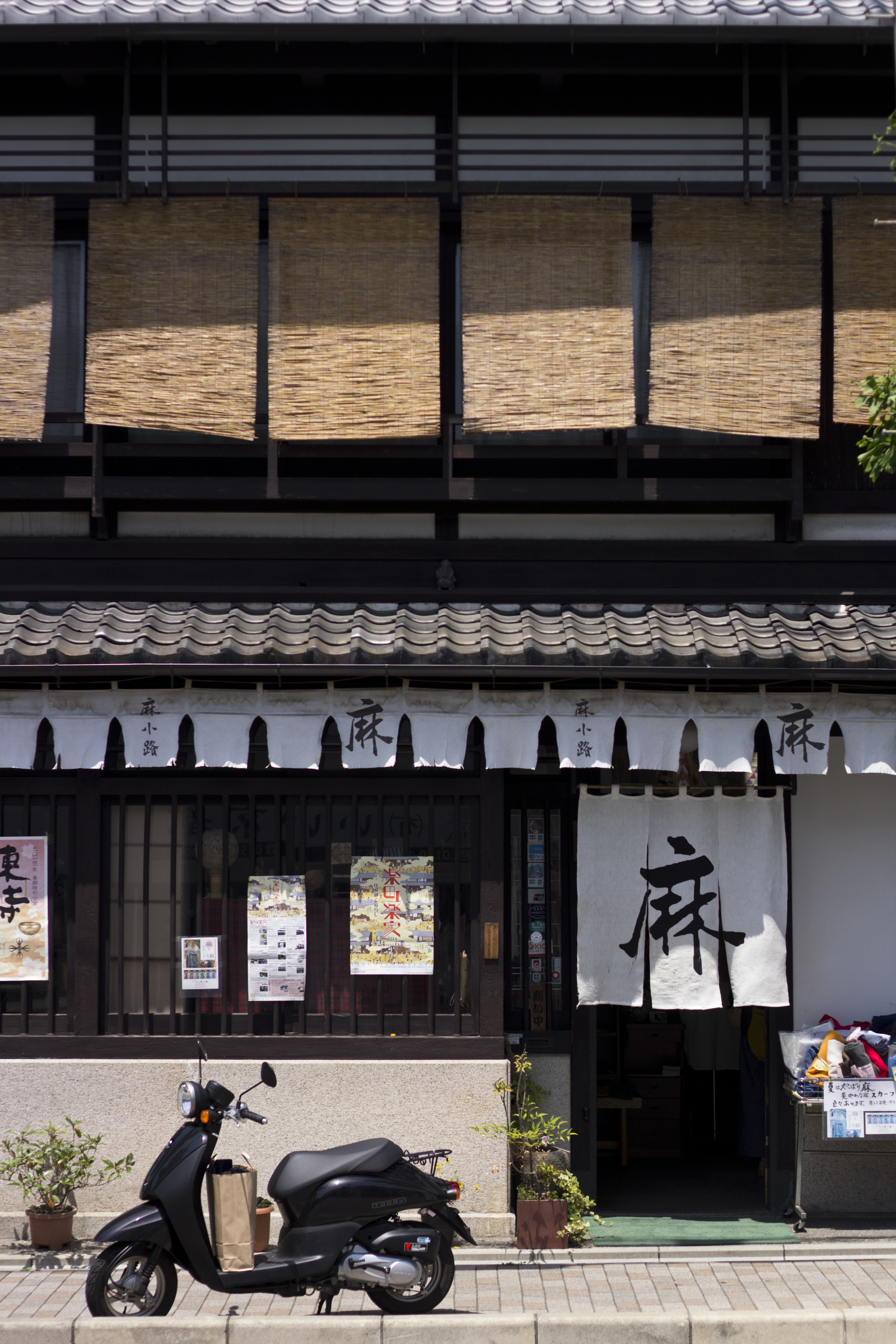
Фасад матия в Киото

Матия (яп. 町屋 или 町家 «городской дом») — тип городского жилого здания в традиционной Японии. Дома матия вместе с крестьянскими домами нока составляют категорию старой японской жилой архитектуры минка. Как правило матия состоит из небольшого магазина в передней части здания и жилого помещения в задней части.
Однозначно определить, когда впервые были построены дома матия, сложно, но одноэтажные матия были изображены ещё на свитках XII века, а двухэтажные — на свитках конца периода Хэйан, хотя они не были распространены до периода Муромати. В матия жили городские купцы и ремесленники, то есть класс, именуемый тёнин (горожане).

## Кёматия
Матия распространены по всей территории Японии, но особенно характерны они для исторической столицы страны — Киото, где получили собственное название «кёматия» (яп. 京町家 или 京町屋) и на протяжении веков определяли архитектурную атмосферу центра города. Кёматия представляют стандарт, который определяет форму матия по всей стране.

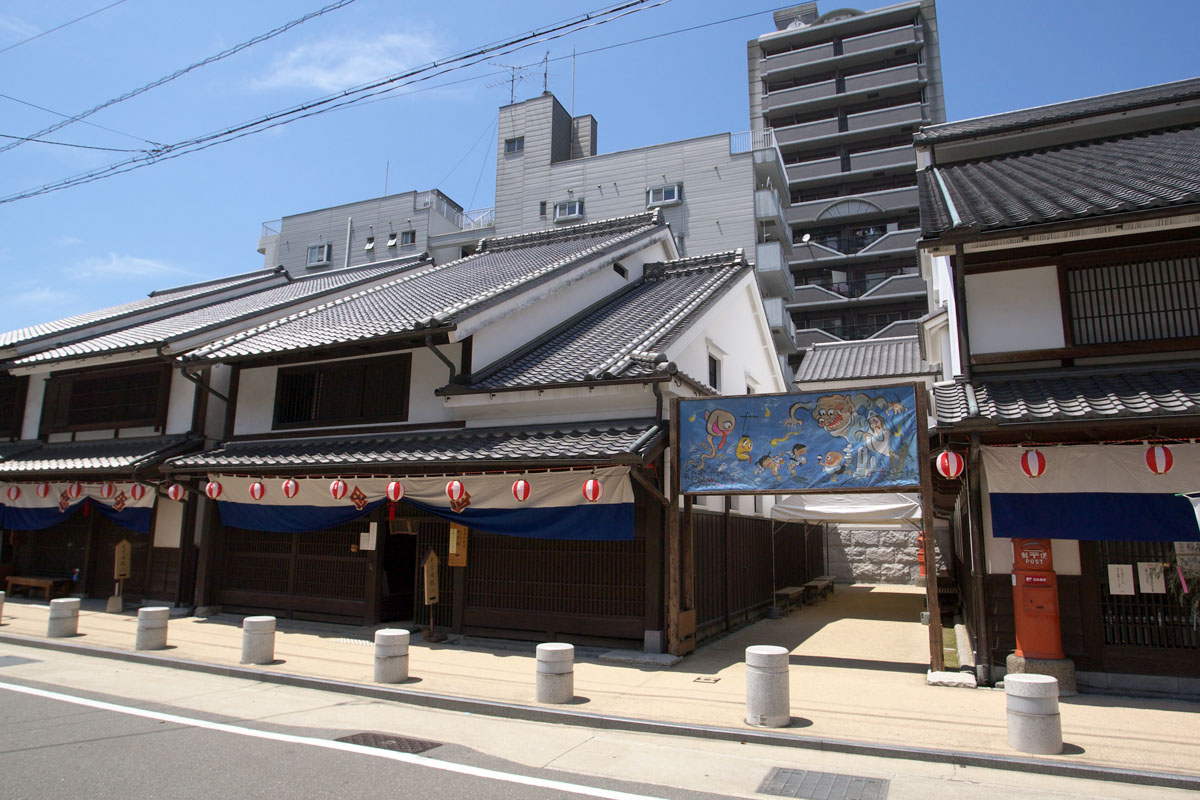
Матия Фурусато-кан в Хаката, префектура Фукуока

## Устройство дома
Типичная матия — это длинный деревянный дом с узким фасадом, уходящий глубоко в городской квартал и часто содержащий один или несколько небольших садовых пространств, цубонива. Ширина матия обычно около 6 метров, длина — 15 метров. Некоторые дома выполнены в стиле хираири, то есть имеют вход на длинной стороне, параллельно гребню крыши, а другие — в стиле цумаири, с входом в передней части дома. В Киото и некоторых других городах земля была разделена на длинные узкие участки, короткие концы которых были обращены к дороге, поэтому матия имеет форму длинного дома с фасадом, выходящим на улицу, что привело к прозвищу унаги-но нэдоко, «ложе угря». В высоту матия могла быть один, полтора, два или три этажа. Крыши покрывались обожжённой чёрной черепицей хонгавара буки. Для обрешётки стен под штукатурку, глиняную и известковую, в матия применялись драночные конструкции. Некоторые стены были украшены квадратными плитками чёрных и серых цветов.
Передняя часть здания традиционно служила магазинным помещением, обычно с раздвижными или складными ставнями, которые открывались для демонстрации товаров. Главная часть здания разделена на земляной пол дома (яп. 土間), предназначенный для рабочих и хозяйственных дел, и приподнятый пол, накрытый татами и образующий «жилое пространство», кёсицубу (яп. 居室部). Самая большая жилая комната, расположенная в задней части главного здания и выходящая на сад, называется дзасики (яп. 座敷) и используется как приёмная для особых гостей или клиентов. Раздвижные двери, которые составляют стены в матия, позволяли формировать пространство под конкретные нужды, меняя размер комнаты. Кроме того, панели фусума и сёдзи помогали регулировать температуру и влажность в помещении. Так, в Киото, например, зимой довольно холодно, но закрытие всех панелей позволяет удерживать тепло; летом жарко и влажно, но сменив перегородки на лёгкие бамбуковые, можно обеспечить циркуляцию воздуху и защиту от солнца.
Дома также служит проходом к задней части участка, где находятся склады, известные как кура (яп. 倉 или 蔵). Хранилища отделены от жилых помещений задним садом или открытым пространством, которое используется для работы и часто имеет колодец. Небольшие садовые пространства во внутреннем дворе, цубонива, строились для того, чтобы принести в дом свет и воздух и придать ощущение связи с природой.

## Кварталы матия
Типичный блок домов тё (яп. 町 «район») состоит из нескольких соединённых между собой матия, расположенных вокруг общего двора. Квартал матия объёдиняет дома на обеих сторонах улицы и включает небольшие переулки между домами родзи (яп. 路地). Кроме того, в одном квартале часто занимались одним ремесленным делом, и такая компоновка помогала создать сильное чувство общности у жителей.

## Сохранение
Хотя некоторые дома матия всё ещё существуют, особенно в сохранившихся исторических районах таких городов, как, например, Киото, матия, как и минка, является исчезающим архитектурным видом. Причиной этому можно назвать сложность и дороговизну обслуживания, так как здания подвержены большему риску повреждения или разрушения, чем более современные здания. В период с 1993 по 2003 год более 13 % матия в Киото было снесено.
Однако есть активистские группы, которые принимают меры для защиты и восстановления матия в Киото. Одно из таких учреждений, «Фонд Матия Матидзукури», было создано в 2005 году. Группа работает вместе с отдельными владельцами домов матия, чтобы восстановить здания и обеспечить их защиту от сноса без разрешения мэра Киото. Городское правительство финансово поддерживает владельцев матия, чтобы помочь восстановить или сохранить облик здания.